# Phryxe anxia
Phryxe anxia là một loài ruồi trong họ Tachinidae.